# Ромашевка
Ромашевка — хутор в Тбилисском районе Краснодарского края Российской Федерации.
Входит в состав Нововладимировского сельского поселения.

## География
Расположен на реке Бейсуг.

## Население
| 2002 | 2010 |
| ---- | ---- |
| 27   | ↘14  |

- ул. Степная.